# 7431 Jettaguilar
7431 Jettaguilar eller 1993 FN41 är en asteroid i huvudbältet som upptäcktes den 19 mars 1993 av UESAC vid La Silla-observatoriet. Asteroiden är namngiven efter Jose A. “Jett” Aguilar, en filippinsk neurokirurg.
Asteroiden har en diameter på ungefär 8 kilometer.